# 機動戦士ガンダムUCの登場兵器
機動戦士ガンダムUCの登場兵器（きどうせんしガンダムユニコーンのとうじょうへいき）では、小説『機動戦士ガンダムUC』と、これを原作とするアニメ（OVAおよびテレビシリーズ）や漫画『機動戦士ガンダムUC バンデシネ』に登場するモビルスーツ (MS) 、モビルアーマー (MA) および艦船などの架空の兵器について解説する（一部「兵器」以外のメカニックについても記述する）。
本記事では、後発作品に登場する各バリエーション機についても解説する。
メカニックデザインはカトキハジメ（後発のバリエーション機を除く）。

## 民間

### ユニコーンガンダム
本作の主役機。アナハイム・エレクトロニクス (AE) 社が開発した、フル・サイコフレームMS。

### シルヴァ・バレト
ネオ・ジオン軍のドーベン・ウルフを、AE社が改修した機体。

### トロハチ
バナージ・リンクスが物語序盤で使用した非武装のプチモビルスーツ（型式番号：TOLRO-800）。トルロ社が開発した宇宙世紀0096年当時の最新型で、一人乗りの作業用機種。「トロハチ」は広く定着している愛称である。
劇中での活躍
物語序盤におけるオードリー・バーン（ミネバ・ラオ・ザビ）とバナージの出会いに居合わせた機体。オードリーがコロニー内に投げ出されて遭難死しかけた際に、バナージが操縦してオードリーを救出し、機体の大破と引き替えに困難な不時着を成功させている。
また、本作に登場するトロハチはバナージのアルバイト先であるスペースデブリの回収企業、ブッホ・ジャンク社の所有機として描写されており、『機動戦士ガンダムF91』に登場するブッホ・コンツェルンの前身として設定されていた、ブッホ・ジャンク社の業務の様子が描かれている。

### メガラニカ
アナハイム・エレクトロニクス (AE) 社が所有する工業コロニー「インダストリアル7」の建造を行っているコロニービルダー。首を伸ばした巻き貝のような形状から「カタツムリ」という通称でも呼ばれるが、正体は「ラプラスの箱」が開示されるその時に備え、サイアム・ビストが直属組織により極秘裏に木星開発用のベース・シップを改造した、ビスト財団が実質私有する「超巨大航宙戦艦」である。
ビスト財団の私有地でもありAE社の設備ももつという地理を利用する形で、秘密裏にユニコーンガンダムの開発が行われている。同時に「ラプラスの箱」の秘匿場所でもあり、物語の出発点と終着点となる。「箱」の開放に備え、巨大宇宙戦艦と呼べるだけの絶対的な防衛戦力を誇り、外周部に吸着された資源用の岩塊内に多数の武装を隠し持つ。それらすべての武装を暴露したメガラニカの火力は地球圏最強を誇るとされる。また、「ラプラスの箱」開放のために地球圏の主要メディアへの介入を可能とする放送設備と、惑星間航行を可能とする強力な核パルスエンジンを備えている。
「ラプラス事変」最終盤（宇宙世紀0096年5月4日）においてネオ・ジオングの侵攻を受け、居住区の外壁が破壊されるが、ミネバ・ラオ・ザビによる「ラプラス宣言」を地球圏へ向けて発信し、中立地帯を目指して航行を開始する。
劇場アニメ『機動戦士ガンダムNT』（宇宙世紀0097年）では、ジオン共和国（サイド3）のヘリウム3貯蔵タンク群にその船体を隠し、ミネバらの拠点となっている。

## 地球連邦軍

### リゼル
アナハイム・エレクトロニクス (AE) 社が地球連邦軍からの委託を受け開発した、ジムおよび
ジェガンの系譜としては初の可変量産型MS。デザイン発注段階での名称は「ΖIII（ズィートライ）」であった。
Ζガンダムのリファインおよび量産化を目的とするRGZシリーズのひとつであるが、可変機構をバック・ウェポン・システムで代用した同シリーズのリ・ガズィに対し、単体での可変機構を復活し、本来の目的である弾力的な運用を実現すべく設計される。変形機構はメタスの方式に差し戻すことで簡略化を図り、同方式を採用しているΖガンダムの発展試作型MS、ΖIIの開発データをブラッシュアップする方向性が採られる。さらに、当時の主力MSであるジェガンと部品規格を可能な限り共有化することで、従来機に比べて大幅なコストダウンと優れたメンテナンス性を獲得している。これまでのΖ系列機と異なり、頭部はジェガンのようにメインカメラをバイザーで覆うデザインとなっている。また、Ζ系列機が高性能ゆえにもっていたピーキーな操縦性に対しても改善を加え、不安定になりがちな出力特性をリミッターによって引き下げ、並行開発していた新型OSのサポートによって熟練パイロット以外でもその性能を発揮できる。以上の結果、量産機として求められる運用条件および性能数値をクリアした待望の可変MSとして完成する。
MA形態はΖガンダムに倣って「ウェイブライダー (WR)」と呼ばれ、新型OSのサポートによってMS形態とほぼ変わらない操縦感覚で扱える航宙戦闘機として良好な性能を示す。また本機は設計当初から、WR形態でのスラスターをひとつの方向に収束することによる余剰推力を活かしたサブフライトシステム (SFS) としての運用を想定しており、バックパックには固定用のグリップを装備している。そのため機体名称は「リファイン・ゼータ・ガンダム・エスコート・リーダー (Refine Zeta Gundam Escort Leader)」の頭文字をとった略称としている。母艦内にベース・ジャバーなどの純SFS用のスペースを必要とせず、前線到着後には自身も参戦可能という無駄のない戦術をおこなえる利点が一定の評価を得て、軍上層部による開発承認の決め手となっている。関節駆動系にはマグネット・コーティングがほどこされており、変形所要時間はわずか0.5秒であるほか、MS形態での機体追従性も向上している。
メイン・ジェネレーターは3基を搭載、うち2基はΖガンダム同様両脚に配置され、熱核ジェット / ロケット・エンジンが採用されている。各所に配置された姿勢制御バーニアは新型OSに備えられた姿勢制御システムによって管理され、空間戦闘時において安定した機動を維持する。脚部側面のスラスターは各形態で推力変更がおこなわれ、WR形態時にはメイン・スラスターとして全力稼働する。
宇宙世紀0095年にロールアウト。汎用機であるジェガンとの連携を前提に開発されており、バックパックや武装は作戦において求められる役割に応じて変更される。当時は軍備縮小の気運もあり、積極的な新規MS開発はおこなわず、基本となる機体にオプション装備を換装することによって、多角的な運用に対応する方針を優先しており、本機にも複数のバックパック・ユニットが開発されている。標準型はバックパック両側に「ボックス・ユニット」とよばれるユニットが装備され、簡便な整備性は現場でも好評だったという。標準塗装はブルー・グレーを基調に、一部ダーク・ブルーと白で塗り分けられている。
武装
60ミリバルカン砲
頭部に装備。多くの連邦軍MSが装備する標準的な基本武装で、おもに牽制用に使用される。
ビーム・ライフル
Ζガンダム用のものに近い形状で、同様に銃口からビーム刃を発生してロング・ビーム・サーベルとしての使用も可能だが、Eパックはジェガンと共通化されている。通常射撃モードのほか、ビーム照射時間を延長する高出力射撃モードも選択可能で、薙ぎ払うように撃ち出す様子から連邦軍パイロットの間では「ギロチン・バースト」と呼ばれる。
グレネード・ランチャー / ビーム・サーベル
本機の前腕部モジュールはΖガンダムに近しい基本構成となっており、近接戦闘時での有効性が認められているグレネード・ランチャーを2基ずつ装備、複数種の弾頭に対応している。これはユニット式になっており、近接戦闘武器であるビーム・サーベルの収納と選択式となっている。
なお、マニピュレーターには当時のMSの標準装備ともいえる、ダミー弾をはじめとする補助兵装の発射機構が備わっている。
シールド / ビーム・キャノン
専用の多目的防御装備で、近接戦闘時には後端部の（ハンマー・）ブレードにより打突兵器としても使用される 。先端部には3点バースト式のビーム・キャノンを装備しており、WR形態での主兵装として機能する。
メガ・ビーム・ランチャー
Ζガンダムのハイパー・メガ・ランチャーのコンセプトを継承する、長距離支援としても運用可能な専用の高出力ビーム兵装。バックパックにアームを介して接続し、MS本体のジェネレーターからのエネルギー供給に加え、本兵装に内蔵されているサブ・ジェネレーターの併用により、高威力ながらも安定した出力と弾数を誇る。
劇中での活躍
小説版、アニメ版およびコミカライズ版『機動戦士ガンダムUC バンデシネ』では、ロンド・ベル隊所属の戦艦ネェル・アーガマの艦載機として、全編を通して登場。冒頭では隊長機のC型を含む8機および予備機数機が搭載されており、うち8番機（ロメオ8）はリディ・マーセナスの序盤における乗機として活躍する。劇中ではジェガン（D型）とともにやられ役として多くの機体が撃破され、最終的には11番機（ロメオ11）の出撃および撃破も確認できる。
宇宙世紀0112年を描いた漫画『機動戦士ガンダムF90 ファステストフォーミュラ』の冒頭では、ガンダムF90Eタイプの稼働試験（ジャミングおよびダミーデータ挿入）のため、ゲイツ中尉率いる3機の小隊がヘビーガン2機と模擬戦をおこなっている。MSの小型化が進んだ劇中の時代でリゼルは旧型機とされ、当時の新鋭機であるヘビーガンの運動性能とF90の連携に圧倒されている。

#### リゼルC型
「リゼル・コマンダータイプ」あるいは「リゼル（隊長機）」とも表記される。カトキは最初に最初にこのウィング・ユニット装備機をデザインしたが、量産機らしく少し弱そうに見えるようにするため、要素を減らしてボックス・ユニット装備の一般機をあらためてデザインしている。
リゼルはロンド・ベル隊に優先して配備されるが、MS隊隊長をはじめとする一部の熟練パイロットからは、新兵にも扱える方向性で開発された同機の総合性能に苦言を呈する者もいた。そのような現場の声に応えて用意された特別仕様機がC型である。一般機をベースに、スラスター推力のリミッター上限を高め（解除したとも）、それにともない発生する機体の負荷に耐えうるようフレームを補強するなど、本来の基本性能に引き戻すだけでなく、より信頼性が高まるよう再調整されている。操縦系統の反応速度を向上させ、機体追従性の改善もおこなわれている。なお本機のほぼすべてのパイロットが、新型OSによるサポートをカットさせ、ピーキーな挙動による高い操縦難度をあえて好んだという逸話がある。
バックパック・ユニットは、WR形態時に大気圏突入および大気圏内飛行を可能にするウィング・バインダーを装備した「ウィング・ユニット」が装着される。重力下でのSFS運用を可能とするために総合的な推力性能が向上しており、宇宙空間での戦闘においてもこれを活かすことなどで高い機動性・運動性を得ることが可能となっている。もちろんボックス・ユニットも装着可能であるが、多くの熟練パイロットはウィング・ユニットを好んだといわれ、事実上C型のスタンダードとなっている。それ以外の一般機との外観上の差異は色のみであり、一般機では赤いセンサー類が緑色で、胸部などがダーク・グレーで塗り分けられている。
劇中での活躍
ネェル・アーガマのMS隊隊長ノーム・バシリコック少佐が搭乗。シナンジュとの初戦において、リディ機をかばう形で接近戦を仕掛け、撃破される。またアニメ版では、ドゴス・ギア級戦艦「ゼネラル・レビル」に配備された機体が登場。全機がC型となっており、映画『機動戦士ガンダムNT』にも登場する。カラーリングはライト・グレーとオレンジを基調とする。なお、ゼネラル・レビル配備機はロンド・ベル配備機よりスペックの重量が軽くなっている。
漫画『機動戦士ガンダム U.C.0096 ラスト・サン』では、本機3機からなる女性パイロットの小隊「スリーアローズ」が登場する。それぞれジェガン（エコーズ仕様・コンロイ機）のハンドガン2丁、ガンダムMk-IIのハイパー・バズーカ2丁、Ζガンダムのハイパー・メガ・ランチャーを携行する。

#### リゼル（ディフェンサーa/bユニット）
ReZEL (DEFENCER a/b-UNIT)
コミカライズ版『機動戦士ガンダムUC バンデシネ』が初出。bユニットはのちにアニメ版にも登場した。
新型のバックパック・ユニットを装着したリゼル。開発に当たって要求された運用目的は、宇宙空間での戦闘において最前線もしくは重要拠点に対して迅速な先制攻撃をおこなう「宙間強襲用」である。そのためには極めて少数の機体で、最小限の連携のもとに瞬発的な最大火力攻撃をおこなう必要があり、ディフェンサーユニット装備のリゼル3機による1個小隊のみで作戦を遂行することとなる。その特性上、C型に装着されるケースがほとんどであり、パイロットには高い技量が求められる。
ユニット本体に複数基配置されるスラスターは、ボックス・ユニットとは比較にならない大推力を誇り、WR形態では大幅な戦場到着時間の短縮を可能としている。腰部サイド・アーマーはテール・バインダーに換装され、作戦宙域到達後のMS形態での戦闘の際にあらゆる方向に即時対応する高次元の機動性をもたらす。小隊での運用に限定されるため、SFSとしての運用は不要であると判断され、本ユニットにはグリップは装備されていない。ユニット自体にも換装機構が組み込まれており、共通の推進ユニットに戦闘レンジが異なる2種の兵装（a・b装備）をセットアップし、攻撃面を差別化している。ユニットの構成上、それぞれの武装を組み替えることも可能であり、特殊なディフェンサーユニット装備機の存在も考えられる。
a装備は、ユニット両先端部に大量のマイクロ・ミサイルを格納するコンテナが計6基接合されており、近・中距離に展開する広範囲の敵に対して圧倒的な打撃を加える。これは、ユニット名称のもととなったGディフェンサーから継承した武装でもある。パワー・サプライヤー・ジョイントをサーベルラックとして装備するハイパー・ビーム・サーベルは、通常の50パーセント増の高出力ビーム刃を形成し、ひと振りで複数の敵MSを破断。開発にはΖΖガンダムの運用データが使用されているが、エネルギー出力の安定供給を優先したため同機のようなビーム・キャノンとしての機能はオミットされている。
b装備は、内部に増設したジェネレーターのダイレクト・ドライブによって、各種ビーム兵装の稼働効率の強化が図られている。両端部のバインダーに装備されるメガ粒子砲（ビーム・キャノンとも）のレイアウトは、ギャプランや同時期に開発が進められているアンクシャの影響を色濃く受けていると考えられており、WR形態の主兵装としても効果的に活用される。また、通常では単体で運用されるメガ・ビーム・ランチャーを両側に配置、さらに最大出力でのビームの連続発射が可能となり、中・長距離での攻撃力が大幅に向上している。また、ランチャーのそれぞれに装備されているターゲット・センサーが連動して機能し、より精度の高い射撃・狙撃を可能としている。ビーム・キャノンを装備するシールドも最大2基装備可能。
劇中での活躍
アニメ版では、ゼネラル・レビル配備機のうち1機がbユニットを装備している。
『バンデシネ』では、シナンジュとの初戦において、ノーム機とホマレ機がaユニット、リディ機がディフェンサーbユニットを装備している。
漫画『機動戦士ガンダムUC MSV 楔』では、先述の『ラスト・サン』に登場するスリーアローズ隊がa・bユニットを装備している。与えられた性能を余すことなく引き出し、点在する反連邦組織の拠点殲滅をはじめ数多くの戦功を挙げ、軍内部でも評価が高かったという。

#### リゼルN型
スマートフォンゲームアプリ『機動戦士ガンダム U.C. ENGAGE』に登場するゲームオリジナルMS（型式番号：RGZ-95N）。
「シャアの反乱」時の戦闘記録から、ニュータイプ (NT) 能力者に限らず敵味方の両陣営でサイコフレームが使用された場合、それ自体の総量が多いほうが戦況的有利性があるとの報告があった。それを受け、ジェスタとは別ラインでユニコーンガンダムシリーズの随伴機として計画されたのが本機である。C型をベースにコックピット周辺とバックパックにサイコフレームを搭載し、サイコミュ技術の応用によりパイロットの反応速度や機体制御能力を引き上げ、リーダー機となるユニコーンガンダムへの追従性と連携運用の向上を主目的とする。また搭乗パイロットにNT適性がなくても、サイコフレームを介してリーダー機が本機をファンネルのように遠隔操作する運用方法も計画されている。カラーリングは濃紺を基調にバイザーおよびセンサー部が黄色で塗り分けられているが、これは本機がバンシィとの連携を前提としているためであり、すなわちAE社が独自に計画した機体であることを意味する。
また、専用のディフェンサーgユニットの装備も計画されている。バンシィの運用試験で一定の成果を残したアームド・アーマーVNの技術を組み込んだ「VNインコム」を搭載。通常時は有線式の遠隔射撃兵装であるが、疑似NT-Dの発動により各部が展開し、サイコフレームの強靭性を活かした超振動破砕兵装として使用可能となる。近距離から遠距離まで対応可能な兵装であるが、疑似NT-D発動時の身体的負荷が大きいため強化人間の搭乗が前提となっている。ただし、それらの情報が連邦軍に開示されているかは不明である。

### ロト
地球連邦宇宙軍の特殊部隊エコーズの専用機として、海軍戦略研究所（サナリィ）によって極秘裏に開発をおこなった機体。MSとしてはかなり小型で、タンク形態への変形機構をもつ。
ネオ・ジオン残党の反連邦運動の主体が散発的なテロ行為などに移行した時代に応じて、市街戦での部隊員の迅速な輸送や対人制圧を主眼として開発される。2機の可変MSを1組として、特に隠密作戦での運用を想定した本機の発注に際しての連邦軍（エコーズ）の要求は、秘匿性を確保するための機体の大幅な小型化、1小隊8名の収容が可能な兵員輸送機としての機能、迅速な作戦行動のための高い機動性能の3点であった。相反するこれらの要求に対してサナリィは独自に研究開発していた超小型熱核反応炉を採用、それまでのMSのものに比べ出力は多少劣るものの、AE社の技術力ですらなしえなかった小サイズでの実用化に成功する。これを起点として、機体各所をミリ単位でクリアランス調整し一切のデッドスペースを排除しつつ兵員の収容性を確保、その結果機体サイズは全高12.2メートルとなる。さらに装甲材は最低限の防弾性能にとどめることで軽量化し、適切な推力重量比を実現。それぞれの開発部門が問題点を利点でおぎない合う徹底した設計検討により、MS形態とタンク形態の双方で要求されるレベルを十二分に満たし、性能テストにおいても高い総合評価を得ている。
上部操縦室には車長、操縦士、通信士の3名が搭乗。現地到着後に司令本部となるため、下部操縦室に慣性航法装置をはじめとするセンサー類や通信装置を搭載し、指揮通信車としての機能も有する。車体後部に兵員輸送室があり、8名が搭乗可能。MS形態で背部中央に当たる部分が、タンク形態での搭乗員の昇降口となる。また、MS形態の股間部にも兵員輸送室のハッチがある。
MS形態に変形することで、タンク形態では移動不可能な不整地などにも展開でき、小惑星表面などでの観測や偵察、破壊活動などの特殊任務をおこなう。腕部そのものがミサイル・コンテナとなっており、一般的なMSのようなマニピュレーターを持たない（前腕部に備える折り畳み式サブ・アーム（簡易マニピュレーター）での軽作業は可能）。そのため携行兵装の運用能力はないが、肩部アーマーと肩口に設けられたマウント・ラッチを用いたオプション装備の換装で多彩な武器を搭載可能となっている。機体特性上、直接戦闘による対MS戦能力は高くないが、待ち伏せや狙撃など戦法は限られるものの十分に撃破可能な能力をもつ。ただし、事前にMSとの直接戦闘が想定される任務にはジェガン（エコーズ仕様）が用意される。
サナリィは本機の開発を契機にMSのダウンサイジング化を進めていき、本機の実戦データは宇宙世紀0100年代に主流となる小型MSの開発に活かされる。本機自体の後継機も開発され、型式番号の "50" はタンク形態に変形する機体をあらわす番号として使用されており、のちのF50D（ガンタンクR-44のベース機ともいわれる）との関連性が指摘されている。
武装
ビーム・バーナー
サブ・アーム先端に内蔵。メガ粒子を縮退させて刃を形成するビーム・サーベルと異なり、メガ粒子を溶断対象に直接吹き付ける。
劇中では、スペース・コロニー内部に侵入するため外壁を溶断している。パラオ攻略戦ではシナンジュに対して武器として突き出すが、サブ・アームを掴まれ折られてしまっている。
マシン・キャノン
右肩部に装備する基本兵装で、25ミリの実体弾を連射する。おもに対人・対装甲車両用に運用される。本兵装と、左肩部にサーチライトを装備した機体は「兵員輸送タイプ」と呼ばれる。
ミサイル・コンテナ
対MS用兵装として、前腕部に装備されるミサイル発射装置。4連ユニット式で、ユニットごとに3連装小型ミサイル（マイクロ・ミサイル）や大型ミサイルなどの弾頭選択が可能。マイクロ・ミサイルは弾幕の展開に適し、大型ミサイルはMSを撃破できる破壊力を有する。タンク形態でもミサイルの発射は可能であり、オプション兵装なしでもミサイル車両として運用できる。
ロング・キャノン
専用のオプション兵装で、両肩口のマウント・ラッチに2連装として装着される。長砲身の200ミリ滑腔砲で、徹甲弾を発射する。戦車やMSなどの装甲も貫通する威力をもち、長距離支援用兵装として十分な性能を有する。本装備でタンク形態に変形すれば、簡易的な対MS自走砲としての運用も可能である。
メガ・マシン・キャノン
専用のオプション兵装で、右肩口のマウント・ラッチに装着される。対空戦に特化した4連装のマシン・キャノンで、砲身に搭載されている対空精密照準システムにより高い命中精度を誇る。ビームを高速で連射可能であり、移動する目標への攻撃に適している。MSに対しても有効であり、ゲリラなどとの対人戦でも恐るべき威力を発揮する。タンク形態では対空戦車として機能する。
劇中での活躍
エコーズの2機がロンド・ベル所属のネェル・アーガマにもち込まれ、4月7日にダグザ・マックール中佐指揮のもと、兵員輸送タイプでインダストリアル7への強行突入をおこなう。その後エコーズのもう1部隊とともに追加配備され、4月12日のパラオ攻略戦に参加。ナシリ隊のロング・キャノン装備2機が先行し、パラオの連結シャフトに時限爆弾を仕掛ける。その後兵員輸送タイプ（ダグザ搭乗）、メガ・マシン・キャノン装備（コンロイ・ハーゲンセン少佐搭乗）、ロング・キャノン装備が到着、バナージとユニコーンガンダム回収の任に当たる。爆破後のMS戦では、ドラッツェ、ガザDやギラ・ドーガなどを撃墜していくが、シナンジュとギラ・ズール（アンジェロ機）によってナシリ隊の2機が撃破される。4月14日から15日にかけては、メガ・マシン・キャノン装備（コンロイ搭乗）がリゼルに牽引され（両腕サブ・アームでワイヤーを保持）、首相官邸ラプラスの残骸へ向かう。直後の戦闘では牽引に手間取り帰還に遅れるが、ロング・キャノン装備2機がネェル・アーガマのカタパルト上で砲撃をおこなう。5月3日から4日にかけてのインダストリアル7宙域戦では、同じくカタパルト上でロング・キャノン装備1機が砲撃をおこなうが、多数のミサイル攻撃により撃破される。
小説版では、インダストリアル7市街戦において1番機が クシャトリヤに対してファンネルをネット弾で絡めとり、地表へ墜落させて無力化する「対サイコミュ兵器戦術」をおこなうも、3機目のファンネルが放ったメガ粒子砲の直撃を受けて大破する。
漫画『機動戦士ガンダムF90 ファステストフォーミュラ』では、0112年の北米キャッツキルの山岳演習場で4機（うち1機がメガ・マシン・キャノン装備、ほかはロング・キャノン装備）が登場。ガンタンクR-44 パワードウェポンタイプ1機とともにガンダムF90Sタイプの射撃テストのアグレッサーとなる予定のところを何者かに奪取され、実弾で攻撃を仕掛けるが、山頂に移動したSタイプから逆に砲撃を受けて全滅する。

#### GFタンク
漫画『機動戦士ガンダム U.C.0096 ラスト・サン』に登場。
サナリィが開発したロトをベースに、AE社が大幅な改修を施した機体。ガンダムGファーストやキャノンガンも関連する「ある技術検証計画」の「要」として地球連邦地上軍の発注により製作され、他の2機とともにサイド7でおこなわれる式典用にトリコロールを基調とした塗装が施される。
本機の最大の特徴として、大型バックパック形態「バックウェポンモード」へと変形し、Gファーストまたはキャノンガンの背部へドッキングする機能を有しており、両機の戦闘能力を大幅に引き上げることが可能となる。さらに、人型の「ファイター」形態から巡行用の飛行形態「スカイ」と対人戦用の重戦車形態「ブル」にも変形可能で、これらの名称はGファイターの各形態名を由来にしている。また、サイコフレームの外部装置化による性能向上の実証試験機としての位置づけも与えられており、サイコフレームが内蔵されている。乗員は頭部に2名、胸部内に3名の計5名が搭乗可能。
スカイ形態における主翼にはビーム・コーティング剤が塗布されており、ほかの形態での側面の防御に一定の効果を発揮する。主兵装は長距離砲撃が可能な両肩の高出力ビーム砲「エクス・キャノン」で、先端はGファーストやキャノンガンの兵装を拡張する「エクス・カートリッジ」としての運用も可能。両前腕はミサイル・コンテナになっており、ビーム・マシンガンも内蔵する。砲身が伸縮式になっており、構造物破壊用のパイル・ハンマ（杭打ち機）としての運用も可能。腰部フロント・アーマーにはビーム・ガンを装備、スカイ形態では機首先端部に配置される。アンクル・ガードのヒート・カッターは、歩行の際の障害物などを溶断する。

### ユニコーンガンダム2号機 バンシィ
ユニコーンガンダムの2号機で、白い1号機とは対照的な漆黒の機体色と、鬣のような頭部アンテナが特徴。

### ジェスタ
デザインに当たっては、カトキによる本編の描写にはないイメージイラストが描かれており、アメリカ軍のネイビー・シールズのような特殊部隊をイメージして、水際から一気に展開し、戦場の優位を確保するシチュエーションとともに、MS用のLCAC（エア・クッション型揚陸艇）も描かれている。
デストロイモードでの活動時間に制限があるユニコーンガンダムのサポートのため、AE社で開発されたジェガンの上位機種で、宇宙世紀0096年に完成する。すなわち「UC計画」の産物であり、同計画の「要」であるともいわれるが、連邦軍内でもその事実は秘匿されているようだとされる。ユニコーンガンダムの護衛のほか、敵の通常戦力を制圧してニュータイプ兵器などの中核戦力と直接対峙する状況を生み出す（「“ニュータイプ狩り”の舞台を整える露払い」とも表現される）ことも想定されている。
肩部や脚部に配された重厚な装甲は見た目通りの堅牢さを誇り、細身のジェガン系の機体とは思えないマッシブなスタイルとなっているが、これにより発生する増加重量を容易に打ち消す推力と機動性をもつ。バックパックは完全新規に開発がおこなわれ、スラスター2発という極めてシンプルなレイアウトが採用されているが、ユニコーンガンダムに追従しうる極大な推力を秘めている。ジェガンより16パーセント重量増加するものの、出力は45パーセント、推力は43パーセント向上し、νガンダムの9割の高性能を実現している。スタンダードな運用を求められながらもその要求レベルは極めて高く、結果として量産機らしからぬ性能が与えられている。また、不特定多数の敵戦力に対して「確実にかわし、当てる」技量をもつパイロットの搭乗を前提とした機体となっている。評価試験を兼ねて、ロンド・ベル隊の旗艦「ラー・カイラム」に12機（生産されたすべて）が配備されている。カラーリングは濃淡のミディアム・ブルーを基調とする。
武装
ビーム・ライフル
ジェガンのものをベースにした性能向上型であるが、破壊力よりも「手数」が重視され、通常射撃モードのほかにビーム・マシンガンのような連射モードへの切り替えも可能となっており、そのための加速・偏向装置の追加により通常のものよりバレルが延長されている。バレル下部にはレールがあり、射撃精度向上のためのフォアグリップのほか、さまざまなオプションを懸架可能。
Eパックはジェガンやリゼルのものと共通で、右前腕部甲に予備のEパックが3基マウントされている。
ビーム・サーベル
標準型で、左前腕部甲のラックに収納されている。
バルカン・ポッド・システム
ジェガンと同型の半固定式のものであるが、ジェガンのように左側頭部ではなくガンダムMk-IIやバーザムのように右に装備されている。
ハンド・グレネード
腰部側面のラックに3基ずつ装備。効果的な使用で、数倍以上の威力を示す。
シールド
アームを介してバックパックに接続されており、独立可動となったことで効果が向上している。左側面には、ジェガンのシールドのものと同等の連装ミサイル・ランチャーが2基組み込まれている。

劇中での活躍
ロンド・ベル隊の旗艦「ラー・カイラム」所属の小隊「トライスター」のナイジェル・ギャレット大尉（コード・ネームは "U007"（ユニフォーム・セブン））、ダリル・マッギネス中尉 (U008) 、ワッツ・ステップニー中尉 (U009) が搭乗する。ジオン残党軍によるダカール襲撃の増援としてベースジャバーに乗って出撃するも、到着前に敵は撤退する。トリントン襲撃の際には敵の撤退直前に駆け付け、いくつかの敵機を撃破する。その後、確保されたユニコーンガンダムをベースジャバーでガルダまで移送するバンシィの護衛に就くが、出現したガランシェール隊と共闘するために起動したユニコーンにワッツ機は足蹴にされ落下、残る2機も戦闘には参加せず離脱する。その後宇宙に上がり（ワッツ機はジェスタ・キャノンに換装）、89式ベースジャバーに乗ってガランシェールを捕捉し停船命令をおこなう。ふたたび地球に戻り、宇宙世紀0096年5月4日0時半頃にロンド・ベル隊が作戦指揮権にもとづき連邦軍シャイアン基地の捜索をおこなう際には、同基地を警護するグスタフ・カールやΖプラスを戦闘不能にしている。直後さらにラー・カイラムから別の本機が最低6機出撃しており、うち1機はナイジェル機のモニター表示から "U012" であることが確認できる。
小説版では、ラー・カイラムの今次航海の目的が本機の試験に限定されており、リゼルやジェガンといった在来機をすべて下ろし、評価の定まらない本機にすべて入れ替えられたとされる。ラー・カイラム隊の隊長を務めるソートン中佐 (U001) 率いるソートン中隊（トライスターを含む）と、ドット少佐率いるドット中隊の各6機で構成されている。ダカール襲撃の際には、ダカール基地が用意したLCAC 6隻に全機分乗して上陸している。この戦闘では12機すべてが生還しているが、以降はトライスター機以外登場しない。

#### ジェスタ・キャノン
最終局面で味方陣営にもガンキャノン的なバリエーションが欲しいと思ったカトキによって設定・デザインされた。ジェスタのオプション装備のひとつであり、型式番号に変更はなく、重量を除いたスペックの数値も同じである。
ジェスタはジェガンと同様に専用のオプション・パーツを増設してさまざまな用途に対応できるバリエーションが複数存在し、そのうちの重装仕様が本機である。中距離支援用MSの代名詞である「キャノン」の名を冠しているものの、単なる援護砲撃に留まらず、総合的な攻撃力の向上により前線での運用にも十分対応できる性能をもつ。武装の増加にともない、OSも火器管制能力を強化したバージョンアップがおこなわれ、戦況に応じ自動で武器を選定することで、乱戦においてもパイロットを適切にサポートする。
ジェスタ自体がすでに一定以上の耐弾性能を誇るため、増加装甲はコックピット周辺（胸部）を起点とし、駆動部を中心に重量バランスを考慮した最低限の配置に留まっている。これらは戦況や損傷に応じて、爆砕ボルトによって瞬時にパージが可能である。増加装甲および拡張装備をほどこした本機のシルエットは、ジェスタのマッシブなスタイルをさらに強調するものとなっている。ジェスタにくらべて重量が60パーセント増加しているが、推力/重量比ではジェガンD型と遜色ないため、前線である程度の高機動戦闘をおこなうことも可能である。
ラー・カイラムには、予備を含め5機分の本仕様のオプション・パーツが搬入され、状況に応じて装備されている。
武装
ビーム・キャノン
右肩（バックパック右側上部）に増設される、ジェネレーター直結型の大出力ビーム砲。単装にすることで、出力を落とさずに一定時間の連続発射が可能となっている。高性能な頭部センサー・ユニットと連携して、中距離支援での要となり得る。
4連マルチ・ランチャー
左肩（バックパック左側上部）に増設される、4連装の多目的対MS弾発射装置。破壊用途だけでなく、閃光弾をはじめとする特殊砲弾を数種装填して適宜撃ち分ける。なお、これらを接続するキャノン・パックは戦闘中の排除も容易であり、柔軟な運用が可能となっている。
なお、小説版における設定でも「4連マルチ・ランチャー」であるが、小説作中では一貫して「ガトリング砲」とされている。
ビーム・ライフル / グレネード・ランチャー
ジェスタのものに拡張装備として、銃身上部に射撃精度向上のための照準装置（センサー・ユニット）、下部にグレネード・ランチャーを増設し、機体に見合う大柄のフォルムとなっている。重量増加にともない、フォアグリップも変更されている。
ビーム・サーベル / ハンド・グレネード
本仕様では左前腕部甲に増加装甲を装備するため、左腰部のグレネード・ラックをビーム・サーベル・ラックに換装する。しかし、両脹脛側面にもグレネード・ラックを増設するため、ハンド・グレネードの数は増えており、一斉射出した際の破壊力は単体では考えられない威力を示す。

劇中での活躍
トライスターが宇宙に上がった際、ワッツ機のみ本仕様に換装されている。89式ベースジャバーに乗ってガランシェールを捕捉するが、自機を足蹴にしたユニコーンガンダムが搭載されていると信じるワッツは単機で突出し、火器管制システムを手動に切り替え、停船命令を無視する同艦の鼻先で発射したミサイルをみずからビームで狙撃して爆発させるという荒技を仕掛ける。しかし、同艦のクルーおよび艦載機はすでにネェル・アーガマに移乗したうえでの自動航行であり、同艦の自爆に巻き込まれる。しかし本機は無事であり、シャイアン基地捜索の際にも本仕様でウェイブライダー形態に変形したΖプラスを足蹴にする。
小説版では、宇宙でのローゼン・ズールとの交戦で撃破される。

#### ジェスタ（EWACタイプ）
小説版にのみ登場し、デザインは起こされていない。名称は便宜的なものであり、作中では「EWACタイプの《ジェスタ》」あるいは「早期警戒（EWAC）機」と表記される。
頭まで覆う巨大な電子戦ユニットを両肩に装備し（遠目には首なしの機体に見える）、両腕に大型の観測機器をマウントするとされており、のちに「UC-MSV」としてデザインされアニメ版にも登場するEWACジェガンと共通する。
作中での活躍
ラー・カイラム所属の "U011" が、ジオン残党軍のダカール襲撃の情報収集のためベースジャバーに乗って先行し、戦況を報告している。

#### ジェスタ シェザール隊仕様
アニメーション映画『機動戦士ガンダムNT』に登場。
ユニコーンガンダム3号機 フェネクスを捕獲する「不死鳥狩り」を行うシェザール隊に支給された機体。全ての機体の頭部にスコープ型のセンサー強化ユニットが装着されている。実戦では、スタークジェガンと同系の高機動型バックパックとプロペラント兼用の大型ブースターユニットを装備したA班、メガ・ビーム・ランチャーとトライポッドを組み合わせたスナイパー仕様のB班、89式ベースジャバーとフェネクス捕獲用のキャプチャーガンを携行するC班の各2機ずつ計6機小隊で運用される。
A班装備にシェザール隊隊長のイアゴ・ハーカナ少佐（1番機）とタマン少尉（6番機）、B班装備にデラオ中尉とパベル中尉（5番機）、C班装備に副隊長のフランソン大尉（2番機）とアマージャ大尉がそれぞれ搭乗する。

### アンクシャ
リゼル同様、AE社が連邦軍の委託を受けて開発した量産型可変MS。連邦軍オークランド研究所で開発された可変モビルアーマー (MA) 、アッシマーの設計データをもとに再設計がおこなわれた後継機である。再設計にともない、種別もMAからMSに変更となっている。整備効率と生産性の両立、さらにSFSとしての機能の確保を必須とする連邦軍の要求に応えるべく、先んじてロールアウトしたリゼルと同様にジェガン系との内装部品規格を共通化する方策が採られる。これにより、高コストな可変MSでありながらも量産化における現実的なラインをクリアしつつ、原型機譲りの総推力値も重力下での飛行で自重と同等の加重をかけても問題にならないレベルを達成する。リゼルとの共通部分も多い。
名称は、ヒンドゥー教の神ガネーシャがもつ杖に由来する。原型機同様、円盤状のMA形態に変形することによって大気圏内での高次な単独飛行能力を有する。本機には両側面部に整流板を兼ねたムーバブル・シールド・バインダー (MSB) が追加され、さらなる航空機動性を獲得している。飛行性能の大幅な向上によって友軍機を搭載しての飛行も可能となり、上面にはMS搭載用プラットフォームとグリップが設けられている。
MS形態での戦闘力強化も図られており、MSBへのビーム・ライフル搭載に加え、ビーム・サーベルの装備により格闘戦にも対応している。頭部には原型機同様、航空管制用レーダーや差圧センサーなどが実装されているが、ジェガンとの共通規格化によってバルカン砲が追加され、連邦軍然としたバイザー・フェイスにあらためられている。この変更は、モノアイといったジオン的意匠にアレルギーをもつ上層部の意向が反映されたという意見もある。
0096年の完成後、すぐさま地球上の重要拠点への配備が進められる。ジェガンですら満足に配備が行き届かず、数合わせの旧型が主戦力である当時の連邦地上軍にあって、最新機種である本機がよどみなく開発・配備されたことには、連邦上層部とAE社との間で何らかの思惑があったともいわれるが、本機は高高度の迎撃任務にも柔軟に対応可能であり、宇宙からの侵攻に対する備えとしての正当な思惑が含まれていることも間違いないとされる。また、超大型輸送機ガルダへ航空戦力としても多数配備され、「ガルダ構想」の一翼を担ったという。
おもな武装
ビーム・サーベル
原型機には装備されていなかった。本機では両膝のニー・クラッシャー（MA形態ではスタビライザーとして機能）に収納されており、使用時にはユニットをポップアップさせる。本兵装を二刀流で扱うことを得意とするパイロットもいるという。
ビーム・ライフル
本機の主兵装で、両前腕部に接続するMSBに装備。ジェネレーター直結型で、高い出力とレスポンスを誇る。ギャプランから継承された装備だといわれる。
劇中での活躍
ガルダ所属機が登場。アニメ版では7機が搭載されており、襲撃するガランシェール隊の排除とラー・カイラムから護送されてきたユニコーンガンダムの確保のために出撃する。ギラ・ズールが装備したスキウレのビーム砲によって撃墜されるほか、ユニコーンにビーム・サーベル二刀流で挑むも返り討ちに遭い、ビーム・サーベルを奪われる。デストロイモードのユニコーンとバンシィの対決中に介入しようとした機体は、両機が発生させたサイコ・フィールドに弾き飛ばされ、ガルダの翼に叩きつけられて爆散する。その後、シャイアン基地に向かうローナン・マーセナス、マーサ・ビスト・カーバイン、アルベルト・ビストらの護衛として、2機が警戒飛行する姿が確認できる。
小説版では、トリントン基地を訪れたラー・カイラムを出迎える場面で初登場し、アッシマーの系譜に連なる新鋭機であることが言及されている。バンシィを戦場まで運搬するためのSFSとして用いられた後、1機がユニコーンとバンシィの対決に介入するが、ユニコーンに返り討ちにされて両腕を切り落とされたのち、バンシィのビーム・マグナムの流れ弾に被弾し、ガルダの垂直尾翼に叩きつけられる寸前に爆散する。
漫画『機動戦士ガンダムUC 星月の欠片』では、ガルダ所属の本機を乗機とする小隊「マイオス隊」のエピソードが描かれている。
『UC』の1年後を描いた劇場アニメ『機動戦士ガンダムNT』の導入部では2機が登場し、主人公ヨナ・バシュタらが搭乗するルオ商会所属のディジェと交戦する。MA形態のアンクシャが奇襲を受けて炎上する場面から戦闘が始まり、その後に別の機体がヨナの機体との鍔迫り合いの末、斬り刻まれて撃破される。後者の機体は腹部と右腕を斬り落とされながらも反撃を試みようとしており、竹内清人によるノベライズ版では登場場面こそ短いものの、これが初陣であったヨナに覚悟の差を示して死の淵まで追い詰めた、との旨が描写されている。
漫画版『機動戦士ガンダム 閃光のハサウェイ』では、0105年にダバオでヒスロー大臣を「粛清」しようとするハサウェイ・ノアらマフティーのメッサー部隊の迎撃に、ケッサリアに乗ったグスタフ・カール2機とともに1機が駆けつけるが、ハサウェイ機のビーム・ライフルで左腕を破壊され、墜落する。

### その他の登場兵器（地球連邦軍）
以下の兵器はリンク先を参照。
- RGM-89D ジェガンD型
  - RGM-89S スタークジェガン
  - RGM-89S プロト・スタークジェガン（アニメ版のみ）
  - RGM-89De ジェガン（エコーズ仕様機）
  - RGM-89A2 ジェガンA2型（アニメ版のみ）
  - RGM-89EW EWACジェガン（アニメ版のみ）
- MSN-001A1 デルタプラス
- RAG-79 アクア・ジム
- RMV-1 ガンタンクII（アニメ・漫画版のみ）
- RMS-179 ジムII
  - RMS-179 セミストライカー（アニメ・漫画版のみ）
- RGM-86R ジムIII
- MSA-005K ガンキャノン・ディテクター

- MSA-003 ネモ
  - MSA-004K ネモIII（アニメ版のみ）
- RX-160S バイアラン・カスタム（アニメ版のみ）
- MSZ-006A1 Ζプラス（アニメ版のみ）
- FD-03 グスタフ・カール（アニメ・漫画版のみ）
- ネェル・アーガマ
- ラー・カイラム
- ゼネラル・レビル
- ガルダ
- ジュノー級潜水艦
- ベースジャバー
  - 89式ベースジャバー

## ネオ・ジオン（袖付き）
ネオ・ジオン残党軍、通称「袖付き」にて運用される機体。所属する機体の多くに、袖や襟のような装飾（エングレービング）が施されているのが特徴。過去シリーズからの登場機も「袖付き」仕様にデザインが変更されている。
この装飾の理由は、第二次ネオ・ジオン抗争後、雑多な勢力の寄り合い所帯となった軍をまとめる意匠であったとされる。また、軍を率いるフラッグシップ機であるシナンジュとその直属の親衛隊機、その他のエース・パイロット機の当該部位には、ガンダリウム系の新合金（「ルナ・チタニウムΧ（カイ）」ともいわれる）を用いて一般機より装甲が強化されていたとする説もある。

### シナンジュ
「赤い彗星の再来」と渾名される「袖付き」の首魁フル・フロンタルが搭乗する、赤いフラッグシップ機。ユニコーンガンダムのライバル機となる。

#### ネオ・ジオング
アニメ版にのみ登場。シナンジュをコア・ユニットとする巨大MA。

### クシャトリヤ
「袖付き」所属のニュータイプ (NT) 専用MS。名称の「クシャトリヤ」は、古代インドの階級で第2位の王族・武人層を意味し、フル・フロンタル指揮下のネオ・ジオン残党軍ではフラッグシップ機であるシナンジュに次ぐ機体であることを物語っている。型式番号の "666" は「トリプル・シックス」と読まれることもある。
クィン・マンサのスペックを維持したままでの小型化をコンセプトとして開発される。複数の機能を集約させたバインダーの増設と、サイコフレームによるサイコミュ装置の小型化により、20メートル級までのダウンサイジングに成功している。サイコフレームはコックピット周辺を中心に構造材の一部として使用されているが、当時のネオ・ジオン勢力はこれを精製する設備をもっておらず、「シャアの反乱」時にAE社から供給されたものが備蓄のすべてであるため、本機は追加生産はおろか破損箇所の完全修復すらままならない「唯一無二」の機体となっている。ジオン系技術から発展したNT専用機のひとつの到達点として完成度の高い機体であるが、小型化されたとは言えフルスペックのサイコミュ搭載機であるため「袖付き」内でも運用可能なのは強化人間のマリーダのみとされる。
脚部やボディ全体の意匠はクィン・マンサに通じており、コンセプトだけでなくイメージの継承も意図されているが、頭部は同機と異なりモノアイが採用されている。袖や胸部には「袖付き」の所以たる装飾がほどこされている。カラーリングはザクIIを彷彿させる濃淡グリーン（ギラ・ズールより明るい色調）を基調とする。
武装・装備
バインダー
ムーバブル・フレームを介して両肩に2基ずつ4基が接続されており、それぞれがフレキシブルに可動する。これにより本機は連邦側から「4枚羽根」とあだ名される。裏面にはメイン・スラスターとファンネル・コンテナが配置され、内部にはプロペラントタンク、およびIフィールド・ジェネレーターも内蔵しており耐ビーム・シールドとしても機能する。また、バインダー自体がAMBAC作動肢としても機能する。
バインダー基部を折り畳むことで、機体を包み込むような形となり、この状態で母艦のガランシェールに格納される。また、戦闘中でも同様の形態をとることで機体全体をガードすることができ、この状態でIフィールドを展開すればビーム兵器をある程度無効化できる。
バインダー部メガ粒子砲
バインダー表面に2基ずつ計8基が装備されており、機体周囲360度を攻撃範囲としてカバーし、さらに各砲門が自在に動くためほぼ死角がない。
ファンネル
バインダーのコンテナに6基ずつ計24基を搭載。カラーリングはアニメ版『UC』では機体カラーと同じ緑色。小説版では銀色。
基礎構造はキュベレイのものに準じるが、機動性は向上しており、デブリと誤認されるほど小型化されている。コンテナでプロペラントおよびエネルギーの再チャージが可能である。ファンネル放出時には、バインダー中央部が展開する。
劇中では、ジェガンやリゼルといった同世代のMSを撃破するには数発の直撃、あるいは複数基による斉射を必要としている。
サブ・アーム
バインダー先端に装備される簡易型のマニピュレーター。通常は裏側に折り畳まれている。小型ビーム・サーベルを内蔵しており、格闘戦時に威力を発揮する。先端は2本爪のクローになっており、 ユニコーンガンダム（デストロイモード）を拘束するほどのパワーをもつ。
胸部メガ粒子砲
胸部左右に2基ずつ計4基を装備。固定兵装だが、バインダーによるIフィールドの偏向によって射角にはある程度の自由度があり、拡散させたメガ粒子を目標へ雨のように降らせることも可能。
マシン・キャノン
胸部メガ粒子砲の両脇に計2門を装備。
ビーム・サーベル
両手首の内側に収納されており、収納状態ではビーム・ガンとしても使用可能。
ビーム・ガトリングガン
メガ粒子砲やファンネルは機体およびパイロットにかかる負担が大きい兵装であるため、それらを補助する携行兵装として用意された4銃身の大型ビーム機関銃。ヤクト・ドーガのメガ・ガトリングガンの機構を継承しつつ、安定性に主眼を置いたアップデートがなされている。
劇中では、クシャトリヤ・リペアードとして改修された際に右脚の仮設フレームに内装される（後述）。また、同じAE製で同一規格のジョイントを有するユニコーンガンダムやギラ・ズールも装備・使用している。
小説版では、マニピュレーターが欠損した右腕の前腕部側面に2挺装着し、最終決戦の際に出撃している。
劇中での活躍
劇中冒頭では、ロンド・ベル先遣部隊のジェガン小隊と交戦。これを撃破している。
宇宙世紀0096年4月7日に、「ラプラスの箱」受領任務の護衛のため、ガランシェールによってインダストリアル7に運び込まれる。「箱」の引き渡しを阻止しようと強襲するネェル・アーガマ隊を迎え撃つため、コロニー内で戦闘を開始。多数のリゼル、ジェガンD型からなるMS隊を次々と撃破してゆくが、起動したユニコーンガンダムによって宇宙空間へ押し出され、ガランシェールとともに一時撤退する。そのまま、ネェル・アーガマに捕らえられた（保護された）ミネバ・ザビの救出任務に就き、デブリ宙域で機をうかがい、シナンジュとの戦闘に集中していたユニコーンガンダム（デストロイモード）の隙をついて、パイロットのバナージ・ジンクスごとこれを鹵獲する。
4月12日のパラオ攻略戦では、脱走したユニコーンガンダムを捕える任務（実際にはユニコーンガンダムの真の性能を試そうとしたフロンタルの策略）を受けて一騎討ちとなるが、デストロイモードとなったユニコーンガンダムの性能に押し負け、大破まで追い込まれたうえ、逆にネェル・アーガマによって鹵獲されることとなる。
小説版ではアニメ版より損傷が小さかったため、修復のための改造は小幅で済んでおり、「袖付き」・ジオン共和国軍・ガランシェール隊にネェル・アーガマが制圧された際には再びマリーダが搭乗し、ローゼン・ズールの右腕を切断する活躍を見せる。この小説版における最終決戦では、手首より先を失った右腕に2丁のビーム・ガトリングガンを装備して出撃し、ユニコーンガンダムのバックアップを担当。マリーダとの親和性の高まりにより機体から虹色の燐光を発しながら、ユニコーンガンダムとシナンジュの戦闘に介入してシナンジュの足止めを請け負うも、撃墜直前まで追い詰められてしまう。それでも4枚の大型バインダーの接続アームを自ら斬り落とし、大型バインダー自体を巨大なファンネル（質量弾）として突撃・起爆させる荒業で、その場を何とか切り抜けて離脱する。その後、バンシィのビーム・マグナムからネェル・アーガマを庇って直撃を受け、爆発する。
評価
2022年にねとらぼ調査隊が実施したアンケート「『機動戦士ガンダムUC』でカッコいいと思うMSは？」では、第1位を記録している。

#### クシャトリヤ・ベッセルング
KSHATRIYA BESSERUNG
ネェル・アーガマ内でトムラら「袖付き」側主導によって補修を受けた姿。当初は原作小説と異なり、クシャトリヤは再登場しない予定であったために大破させられたが、その後に再登場が決定したために新しいアイデアを盛り込んだ改修案が新たにデザインされた。なお、「ベッセルング」が付けられたのは、「「袖付き」側主導ゆえにジオンらしくドイツ語の名前を」との理由による。
左腕は肘から先が失われており、右脚は膝から先がフレームのみ、コクピットと頭部内フレームが露出している。連邦軍機のパーツを使って改修したため、モノアイの色がピンクから緑に変わっている。胸部メガ粒子砲の銃口は左右各2門のうち1門がそれぞれ塞がれている。バインダーは左右1枚ずつとなり、左側はフレームのみとなっている。
劇中での活躍
ネェル・アーガマと「袖付き」の共闘が決裂したことで混乱をきたすネェル・アーガマの格納庫において、マリーダがミネバとともに乗り込み、アンジェロ搭乗直後のローゼン・ズールを不意打ちで足蹴にして抑え込む。一時マリーダがジンネマンの「袖付き」寄りの命令にしたがい形勢逆転しかけるが、マリーダがみずからの意志にしたがうことを選択してふたたび押し合いとなり、ローゼン・ズールは撤退する。

#### クシャトリヤ・リペアード
クシャトリヤ・ベッセルングが、ネェル・アーガマのクルーによる本格的なサポートを受け、実戦投入を前提としてさらなる改修を受けた仕様。ベッセルングが改修途中の形態であったのに対し、本仕様は改修案をいろいろ経てギミックを盛り込まれた改修終了形態として位置づけられている。ベッセルング同様、小説版には登場しない。
設定解説
ただでさえ予備パーツの調達がままならない本機において、頭部ユニットや、コックピット周辺など完全に喪失した装甲の復帰には、ネェル・アーガマに備蓄されていた連邦軍MSの予備パーツを加工して使用。ベッセルングでは外されていた左前バインダーの外装も装着されている。バインダー4基の完全復旧は叶わなかったが、欠損による総体的な軽量化と、大型プロペラント・ブースターの代用により推力重量比はむしろ向上しており、優れた機動性を図らずとも獲得している。ただし、ベッセルングから引き継いだ右脚の仮設フレームは、オリジナルの脚部と異なり推進器を備えないうえ質量も異なるため、偏向推進機能は持たず、AMBACシステムとしても機能しづらい状態である。攻撃面においては現場の意見が汲み上げられた結果、修復以前より武装が豊富になっており、原型機とは方向性や性格の異なる機体となっている。
武装・装備
大型プロペラント・ブースター
「シュツルム・ブースター」とも呼ばれる、推進剤タンクと推進システムの両方の特性を併せもつ装備。ギラ・ズール・タイプ用の試作オプション・ユニットで、クラーケ・ズールも同様のものを装備する。喪失したバインダーをおぎなう形で両肩に装備され、フレキシブルに可動するアームにより高い機動性を得る。ユニット全体では大型MSである本体を大きく上回り、見た目通りの圧倒的な推進力を誇る。
メガ粒子砲
オリジナル・パーツの損失にともないジェネレーター出力は損傷以前より低下しているが、メガ粒子砲の砲門数が半減（胸部は4門から2門、バインダー部は8門から4門）したためか問題なく稼働可能である。火力や攻撃範囲は一般的なMSが搭載するビーム・ライフルより優れているが、バンシィ・ノルンのIフィールドの前では有効打にはなっていない。
ビーム・サーベル
メガ粒子砲以外のクシャトリヤ由来のオリジナル武装として装備。左前腕部の喪失にともない1基のみ装備。劇中では未使用。
ハイパー・ビーム・ジャベリン
ユニコーンガンダム用の兵装を、失われた左前腕部の替わりに柄を切り詰めて固定武装として接合している。
改造ファンネル
ガランシェール隊の整備担当員トムラのアイデアから生まれた現地改修兵装。小型シュツルム・ファウストの弾頭部分をファンネルに加工接合しており、パイロットの感応波により直接対象へ直撃させる。相手にIフィールドを展開された際にも有効な実体弾とすることや、仮想敵であるバンシィ・ノルンをはじめとするRX-0系MSがもつとみられるサイコミュ・ジャックをされる前に相手にぶつける一種の使い切り型兵装へコンセプトがあらためられている。「サイコミュ誘導ミサイル」と呼べる兵器であり、宇宙世紀0100年代に運用されたファンネル・ミサイルに近い構造といえる。改修前と同様、バインダー1基につき6基を搭載するが、万一操作を乗っ取られた際にも勝手に発射されないようにオリジナルのファンネル・マウントは用いずプレートで塞ぎ、コンテナ内部に収容するようにあらためられている。
劇中では、斉射によりバンシィ・ノルンの右脚を破壊している。
ビーム・ガトリングガン
主武装の補助に用意されていた専用の携行兵装を、右脚の仮設フレーム内部に固定装着している。脚部のサイズに合わせるため銃尾はカットされているが、センサー類は残されている。脛部側面には構える際に用いる折り畳み式のグリップを装備。見た目には単なる脚部フレームであり、一種の隠し武器的な性格を帯びている。銃口が足裏に位置し、また仮設フレーム内に火器用の電装系が存在しないため右マニピュレーターで保持しなければならないなど、射撃姿勢は限定される。
3連装シュツルム・ファウスト
3つのソケットにギラ・ズール用のシュツルム・ファウストの弾体を3基備えた、前線急造の手持ち火器。ギラ・ズール用のランチャー後端にある反動軽減ガス噴出口がないため、発射反動の軽減が十分でない可能性がある。
劇中での活躍
宇宙世紀0096年5月3日のインダストリアル7宙域戦において、ネェル・アーガマと「袖付き」との戦闘のかたわらで別途フルアーマー・ユニコーンガンダムと交戦を続けるバンシィ・ノルンを足止めするため、機体同様満身創痍のマリーダが搭乗して出撃する。これによりフルアーマー・ユニコーンガンダムがネェル・アーガマの援護に向かうことが可能となり、「袖付き」側に傾きつつあった戦況を覆している。バンシィ・ノルンとの交戦の末、ビーム・マグナムによる射撃をあえて受け止め、コックピットを撃ち抜かれて撃破される。

### ギラ・ズール
「袖付き」の主力MS。もともとはギラ・ドーガに代わる新生ネオ・ジオン軍の次期主力機として、AE社によって開発が進められていた機体である。第二次ネオ・ジオン抗争の長期化に備えて開発されるが、本格的な量産体制が整う前に抗争が終結したため生産計画は棚上げとなる。その後、「袖付き」の蜂起によりジオン再興の象徴としての主力機が必要とされ、ある程度のアップデートを経て生産が本格化する。しかし、小規模な「袖付き」の台所事情や、MSの運用能力も十分に満足いくレベルではないことから、予定されていたスペックでの量産計画は承認されず、基本的にはギラ・ドーガの発展強化更新型の範疇を逸脱するものではない。しかし、ギラ・ドーガによる実績や数年間の技術の進展、再承認のための入念な設計の見直しにより生産性や整備性は設計当初より改善されており、比較的容易に改修・強化が可能な非常に扱いやすい機体として完成する。また、外観は大きく変わっているものの中身は基本的にギラ・ドーガとほぼ同じであるため機種転換の必要もなく、装備類も共用が可能となっている。しかしながら、対抗機でありながらマイナーチェンジで細かい改良が積み重ねられているジェガンに対してアドバンテージを築くのは難しく、またロンド・ベル隊ではジェガンとリゼルの連携運用が基本となっており、インダストリアル7での戦いでも本機は苦戦を強いられている。
外観はオーソドックスなジオン・スタイルでまとめられているが、これはネオ・ジオン総帥シャア・アズナブルの未帰還による求心力低下を受け、組織の士気を高めるために採用されたともいわれる。ガスマスクのような口元と、高機動型ザクIIを思わせる大腿部側面のメイン・スラスター・ユニットが特徴。手首と胸部には「袖付き」の由来であるエングレーブ風の装飾が施されており、部隊や階級によって装飾の模様および肩部スパイクなどの形状が異なる。また、隊長機は額にブレード・アンテナが設置される。標準塗装はザクIIやギラ・ドーガと同様、濃淡グリーンを基調とする。
小説版では、従来機のOSを使い回すため、当時の連邦軍ではすでに採用が中止されていたアームレイカー式操縦桿を採用しているとされたが、アニメ版では一般的なグリップ式に変更された。
武装・装備
ビーム・マシンガン
ギラ・ドーガのものと同様、ペレット状のビームを連射する標準装備の携行火器で、当時の標準的な連射力・集弾率をもつ。モードの切り替えにより通常のビーム・ライフルとしても使用可能。マガジン（Eパック）はフォアグリップを兼ねており、バナナ型となり装弾数が増えているが、ギラ・ドーガ用のものとも互換性がある。予備マガジンは3セットずつ、フロント・スカート左右にマウント可能。
基本設計に優れており拡張性が高く、本体のセンサーに直接リンクする大型センサーや、銃身下部にグレネード・ランチャー・ユニットを装備することが可能。
ビーム・ホーク
接近戦用の武装。2基のビーム発生器を内装し、側部からマサカリ状のビーム刃を発生させるビーム・ホーク、ツルハシ状にしたビーム・ピック、先端から杭状に発生させるビーム・パイルと、状況に合わせて変化させることが可能。2基同時の展開も可能で、使用時には柄を伸長させる。
ハンド・グレネード
MS用手榴弾。磁気・接触・時限・熱探知など複数のモードで反応する信管をセット可能。
シュツルム・ファウスト
一年戦争時から使用されている、使い捨ての簡易型ロケット・ランチャー。コクトパフォーマンスの高い携帯用の武装として普及するが、「袖付き」では命中精度向上のため弾体後部に4枚の安定板が追加され、グリップと照準器が一体になった発射器を使用する。
シールド
右肩にザクIIと同様のL字型シールドを装備する。表面にシュツルム・ファウスト（上記と異なる従来型）4発をマウント可能。なお、左肩はスパイクのない球状のアーマーを装備。
重装用バックパック
ジェネレーター直結型のオプション兵装を運用するために開発された大型のバックパック。内蔵されたジェネレーターによる対応火器へのエネルギーの安定供給のほか、スタビライザーと2基の大型プロペラント・タンクを接続することで長時間の作戦行動が可能となる。少数が製造され、親衛隊仕様機に優先的に配備されている。
ランゲ・ブルーノ砲・改
重装用バックパック対応兵器のひとつで、ギラ・ドーガ重装型のランゲ・ブルーノ砲を宇宙での運用に特化するため、実弾兵器から長射程のビーム・ランチャーとして改良されている。貫通力強化のために収束率を極限まで高めたビームを高速で発射する。後述のアンジェロ機のほか、ラプラス跡での戦闘ではガランシェール隊のギルボア・サント機ほか1機も装備している。
その他武装
ギラ・ドーガ用の武装もそのまま使用可能。
ランゲ・ブルーノ砲・改を装備したガランシェール隊所属機のうち、ギルボア機は副兵装としてビーム・ガトリングガンを、もう1機はサブ・マシンガンとギラ・ドーガのシールド（裏にシュツルム・ファウスト4発）を装備する。
ガランシェール隊がガルダ輸送機からミネバ・ラオ・ザビらを奪還する際には、アイバン機（重装用バックパック装備）がスキウレとリック・ドムIIのロケット・バズーカを、クワニ機がザクIIのザク・マシンガン、2連ザク・バズーカと3連装ミサイル・ポッド8基、グフカスタムのガトリング・シールド、ドムのジャイアント・バズ、ロケット・バズーカ、ゲルググJのビーム・マシンガン、陸戦型ジムのミサイル・ランチャー、リック・ディアスのクレイ・バズーカ、前継機であるハイザックおよびマラサイのビーム・ライフルを使用し、母艦のガランシェールに搭載された状態で連邦軍MS隊へ向け発砲している。これらは地球のジオン残党軍から譲り受けたもので、漫画『機動戦士ガンダムUC 『袖付き』の機付長は詩詠う』によれば、カークス隊のクイント中尉が一年戦争からの歴戦の中でかき集めてきたものとされる。
最終決戦に際してネェル・アーガマの所属となった3機（大腿部にオレンジ色の識別帯が施されている）のうち2機も、ガランシェールから持ち込んだ上記の武装の一部を使用。一般機はスキウレ、親衛隊仕様機は2連ザク・バズーカおよびジェガンのシールドを装備する。残る1機の一般機は、ジェガンのビーム・ライフルとシールドを携行する。

#### ギラ・ズール（親衛隊仕様機）
フル・フロンタル直属の親衛隊6名に与えられた特別仕様機。本仕様こそが設計段階における本来の標準スペックであるともいわれる。
高機動を誇るフロンタルのシナンジュとの連携を図るため、大腿部メイン・スラスター（高機動型ザクIIR-2型を思わせるカバーが追加されている）をはじめとする推力の大幅な強化が図られ、バックパックはギラ・ドーガのプロペラント増加型の比推力を改善したものを装備し、長時間の作戦行動も可能となっている。外観的には、両肩に大型のスパイク・アーマーを装備してより攻撃的になり、「袖付き」の装飾は親衛隊であることを示すために一般機より広範囲に施されている。
本仕様は「袖付き」の中でも出撃回数が非常に多いにもかかわらず、撃墜スコアは微々たるものであったとされるが、これは戦場で先陣を切るフロンタルへの介入を親衛隊隊長が禁じたためといわれる。しかし、攻撃に転じれば一騎当千と形容され、敵軍から恐れられたという。
主な武装
シールド
一般機と異なり、ギラ・ドーガのものをベースに軽量化などの改良が施されたものを装備する。キュアロン機はラプラス跡での戦闘時に一般機のシールドも装備し、合計8発のシュツルム・ファウストを搭載する。また、同戦闘ではガランシェール隊の一般機も装備している。
ビーム・スナイパー・ライフル
首相官邸ラプラス跡での戦闘時にキュアロン機が携行する。ビーム・マシンガンでは届かない長射程からの狙撃に使用される。センサーはビーム・マシンガン用のオプションと共通。
劇中での活躍
セルジ・ヘルファーとキュアロン・マスカが搭乗し、隊長のアンジェロ・ザウパー専用機とともにシナンジュに同行するが、セルジ機がユニコーンガンダムのビーム・マグナムの至近弾により誘爆する。ラプラス跡での戦闘では、キュアロン機がユニコーンガンダムのビーム・サーベルに貫かれ撃破される。アニメ版終盤においては、ネェル・アーガマに残された鹵獲機の1機が運用されている。
映画『NT』に登場するジオン共和国軍のゾルタン・アッカネン大尉率いる部隊が運用するギラ・ズールの外観は親衛隊仕様機と同様（所属を偽るため、「袖付き」の装飾もそのまま）だが、スペックは一般機と同じ数値となっている。
漫画『機動戦士ガンダムF90 ファステストフォーミュラ』では、ジオン軍残党部隊の機体が登場。部隊のMSに共通する重装用バックパック（後述、プロペラントタンク装備）に換装されており、袖と胸の装飾は消されている。宇宙世紀0112年にサイド6の廃棄コロニー群で僚機のギラ・ズールおよびリゲルグとともに資材をあさるが、突如現れたランデッガー重工のMSティグリス2機の急襲に遭い、「噛みつき」によって撃破される。

#### ギラ・ズール（アンジェロ・ザウパー専用機）
親衛隊隊長であるアンジェロ・ザウパー大尉の専用機。親衛隊仕様機にパーソナル・カラーである紫を基調とした塗装が施され、胸部の装飾も異なる。ブレード・アンテナと重装用バックパックを装備する。
主な武装
ビーム・ショット・ライフル
重装用バックパック対応兵器のひとつ。サザビーのものの改修型で、収束・拡散ビームの撃ち分けが可能。後端にグリップがあり、上部中央にエネルギー充填用のコッキング・レバーを有する。
劇中での活躍
宇宙世紀0096年4月8日に、他の親衛隊機とともにシナンジュに同行。ランゲ・ブルーノ砲・改を装備し、当初はシナンジュとユニコーンガンダムの戦闘を邪魔しないよう後方に控えるが、ユニコーンガンダムが想定外の性能を見せたため、援護の砲撃をおこなう。クシャトリヤによって鹵獲されたユニコーンガンダムととともに拠点であるパラオに帰投するが、4月12日にネェル・アーガマ隊にパラオを強襲され、サブ・マシンガンを携行しシナンジュとともに迎撃に出る。4月15日の首相官邸ラプラス跡における戦闘ではビーム・ショット・ライフルを携行してユニコーンガンダムに挑むが、NT-Dを発動させた同機によって返り討ちに遭い、四肢を切断される。その後、ローゼン・ズールへと改修される。
小説版では、ラプラスにおける戦闘で両腕と頭部を切断される。

#### ギラ・ズール（エリク・ユーゴ機）
『機動戦士ガンダムNT』に登場する、ジオン共和国軍のエリク・ユーゴ中尉の専用機。親衛隊仕様機をベースとしているが、頭部のひさし、胸部の装甲形状と装飾、肩部スパイク・アーマーの端部やフロント・スカート端部の形状といった細部が異なり、全体的に筋肉質で力強いイメージで作画されている。アンジェロ機と同様に指揮官用のブレード・アンテナと重装用バックパックを備えるが、ブレード・アンテナの形状はアンジェロ機と異なり、ヤクト・ドーガ（ギュネイ・ガス機）のように大小2本で構成されたものとなっている。塗装はエリクのパーソナル・カラーであるダーク・ブルーを基調とする。
主な武装
ビーム・マシンガン・コンパクト
一般機のビーム・マシンガンを切り詰めて短くして、取り回しを良くしている。近接戦闘用。
ビーム・ナギナタ
ゲルググと同様の両刃型ビーム・サーベル。

### ゼー・ズール
「袖付き」が地球侵攻に備え、AE社に開発を委託した水陸両用MS。「袖付き」は局地専用MSの開発に消極的であったが、ギラ・ズールの総合性能が極めて高く、そのコンセプトが名機であるザクIIに近いことから、例外的に同機をベースとした局地専用機の開発案が複数提示されたと言われており、本機もそのひとつである。基本フレームはベース機と同一であるが、水圧軽減のための外装の改修や水中用の増加装備により、長時間の水中行動と、水陸ともに高い機動性を得ている。内装部品は地上での運用に対応したものに改められている。塗装は濃淡シー・ブルーを基調とする。
地球のジオン残党軍に補充用のギラ・ズール1機およびパイロットを含む数名とともに2機が送られ、不時着した「袖付き」の友軍の救援を依頼している。
アニメ版では、トリントン基地襲撃において2機が参戦。シャンブロとともに基地へ向かう途中、海中で2機のアクア・ジムを撃破する。その後、ザク・マリナーやカプールらとともにトリントン湾岸基地に上陸。水中用装備を外したあと、基地に配備されていたジムIIらと交戦。当初はジオン残党軍らとともに連邦側を圧倒するも、バイアラン・カスタムとの戦闘で1機は両腕を切断され、もう1機は体当たりでビルに叩きつけられる。
漫画『『袖付き』の機付長は詩詠う』では、アニメ版で両腕を切断された機体は「袖付き」のアヴリル・ゼック中尉 、ビルに叩きつけられた機体はカークス隊のテッセラ・マッセラ中尉が搭乗していたとされる。それ以前のダカール襲撃で初陣を飾り、水中から上陸部隊の援護をおこない、練度の高いパイロットが搭乗する水中型ガンダムとアクア・ジムに苦戦しつつも作戦を成功に導く。トリントン基地戦では2機とも脱出し、海岸の洞窟にあるカークス隊基地へ帰還。その後、同基地を襲撃する海賊との戦闘では残存装備をアヴリル機に集中して出撃、主戦力として活躍する。殿として戦う最中に因縁深いバイアラン・カスタムと遭遇するが、共闘する形で海賊を殲滅し、無事に脱出を果たす。
小説版では、ダカール侵攻においてその中心人物であるマハディ・ガーベイと、シャンブロの支援に3機が提供される。海中でアクア・ジム数機を撃破するが、地上での連邦軍トライスター隊との交戦によって2機が撃破される。残る1機はトリントン基地襲撃に参加するが、その後の去就は不明。
武装・装備
水中用装備
ベスト状の潜水装置と首周りのバラスト・タンク、背部のハイドロ・ジェット推進器、つま先のフィンからなる、水中用の増加装備。ジオン公国軍が開発した水陸両用MSのデータをもとに開発されている。これらによって膨らんだ外観はズゴックなどの水陸両用MSを想起させる。推進器とフィンは離水後にパージし、陸戦用の除装状態となる。ほかに腹部のタンク状の装備があるが（これも離水後にパージ）、これについて言及した資料はない。
ビーム・マシンガン
本機専用の携行火器で、ギラ・ズールのものをベースとしているがセンサーはオミットされ、銃身に小型のセンサーらしきものが追加されており、マガジンも短い。グレネード・ランチャー・ユニットを装備。水中ではシーリングされた銃器コンテナに収納されるが、水中でのビーム収束率を高めた偏向射撃モードへの切り替えも可能となっている。
ヒート・ナイフ
セラミック高分子化合物で形成された、ヒート系の格闘用武装。従来のもののようにブレード部全体ではなく、刃の部分のみが赤熱する。腰部背面の鞘に2本を収納する。
アイアン・ネイル
「ヒート・クロー」とも呼ばれ、両前腕部甲に装備。使用時には3枚のブレード（構造・機構はヒート・ナイフと同様）が前方に展開し、さらにヒート・ナイフを逆刃で保持することで、甲殻類のハサミを思わせる水陸両用MSらしい外観となる。

### ローゼン・ズール
デザイン面では、両肩アーマー内側のスラスターは小説版の設定画にはなかったが、アニメ版で追加された。
第一次ネオ・ジオン抗争でネオ・ジオン軍に運用されたハンマ・ハンマのコンセプトを昇華させて開発した機体。先述の大破したギラ・ズール（アンジェロ機）（親衛隊仕様機）のフレームを流用して建造される。
設計の着手は宇宙世紀0095年、旧アクシズ残党の人物の提案に端を発するとされる。設計当初からシナンジュの予備パーツの流用が決定しており、コックピット周辺に組み込まれたサイコフレームの構成もそのまま採用されている。いわゆるサイコミュ搭載機ではあるが、本機はニュータイプではない一般兵の搭乗を前提としており、準サイコミュ装置も組み込んだサイコミュ技術のハイブリッド・タイプ（サイコミュ複合搭載型MS）として完成する。サイコフレームには一般人の微弱な感応波も感知できる機能があり、その特性を機体制御に特化させ、攻撃面では準サイコミュに総合的な火器管制を担当させている。また、ユニコーンガンダムに対する「切り札」としても開発されており、対ユニコーンガンダム用の兵装としてサイコ・ジャマーを装備する。
本機はバラをモチーフにデザインされている。機能よりも親衛隊機としての意匠を重視した構造で、肥大化した両肩・両腕とハイヒール状の両足により、トップ・ヘビーなバランスの外観となっている。特に両足部は原型機から構造が大きく変更され、AMBAC作動肢として優れた機能を有する反面、1G環境下での歩行には適さず、オールレンジ攻撃を主体とした空間戦闘を重視した設計となっている。なお、背部のプロペラント・タンクや、コックピットのリニア・シートはシナンジュと同型である。
劇中での活躍
親衛隊隊長のアンジェロ・ザウパー大尉が搭乗。ネェル・アーガマを襲撃せんとするゼネラル・レビル所属の多数のMSに対しシナンジュと2機のみで迎撃、撃破せずに頭部や手足を破壊してそのほとんどを戦闘不能にする。ネェル・アーガマとの共闘が決裂した際には、同艦の格納庫内でクシャトリヤ・ベッセルングと格闘戦になるが、ユニコーンガンダムにインコムのケーブルを掴まれた（その際、本機のコックピット周辺から紫色の光が漏れている）右前腕部をみずからの左腕で破壊し、フロンタルを乗せ同艦のハッチを破壊して脱出する。
漫画『『袖付き』の機付長は詩詠う』では、アンジェロの指名により親衛隊のゼクスト・アーデ少尉がテスト・パイロットを務め、彼の機付長であるスポッターにより最適化作業がおこなわれる。また、「演習」と称してクラーケ・ズールとともに盗賊のハイザック部隊を殲滅する（その際にもコックピット周辺から光が漏れている）。
武装
3連装メガ粒子砲
両腕のクロー・アーム中央に装備されている。これらはインコムとして有線誘導により簡易的なオールレンジ攻撃が可能で、各3基のリレー・インコムを使用して方向転換をおこなう。
メガ粒子砲を取り囲む3本爪自体にも攻撃力があり、オールレンジ攻撃はクローを用いた格闘戦にも対応している。フルアーマーユニコーンガンダムとの戦闘では、サイコフレームが緑色に光った状態のシールドファンネルを捕らえてクローで破断する機動力と威力を見せている。
シールド
ガンダリウム合金製で、中央部にIフールド・ジェネレーター、その周囲に3門のメガ粒子砲を装備。Iフィールドは防御だけでなく、各メガ粒子砲を偏向させての拡散照射が可能で、対多数戦闘においても有効な攻撃手段となる。なお、防御装備としてみた場合は他機種のものに比べて非常にコンパクトな設計で、前腕部に装着される。
サイコ・ジャマー
背部コンテナに複数格納されている、バラのような形状の専用特殊デバイス。サイコミュではなく、機械的な複合誘導方式で対象を中心としたサイコ・フィールドを形成し、内部に感応波を妨害する強力な波動を発生させ、領域内のサイコミュ機能を完全に遮断する。しかし、感応波の波動が妨害能力を超える場合は遮断が不可能となるという欠点もある。なお、サイコ・ジャマー自体に攻撃能力はなく、無力化した目標を別の兵装で攻撃するかたちとなる。
現地改修仕様でのフルアーマー・ユニコンガンダム戦において8基を射出するも、2基はユニコーンガンダムの頭部バルカン砲で撃破される。しかし、残る6基で八面体のフィールドを形成し、ユニコーンガンダムのデストロイモードを解除させ一時的に拘束、追い詰めたものの、覚醒したバナージの想定を超える感応波に破られる。

#### ローゼン・ズール（現地改修仕様）
ローゼン・ズールは5月2日にネェル・アーガマを脱出するため右前腕部を自損したことから、応急修理を施されて本仕様となる。失った右前腕部にシールドを接合して機能を補い、これに関連してインコム関連機器を除去したことで、通常仕様に比べて全備重量が20t近く軽くなっている。インコムのひとつを失ったことによる機能低下は否めなかったものの、5月3日に展開されたインダストリアル7宙域における決戦では他を圧倒する性能を発揮している。
劇中での活躍
「箱」の最終座標を目指してのインダストリアル7宙域における決戦で第2陣として出撃。フルアーマー・ユニコーンガンダムと交戦を開始し、味方機を巻き込みながら攻撃をかける。サイコ・ジャマーでの拘束に成功するが、マリーダの死により想定値を超えたバナージの感応波により破られ、最後はサイコフレームの共振によって幻影を見たアンジェロが錯乱状態に陥いったことで、左腕部インコムのクローをみずからのコックピット周囲に突き立てる。これによりアンジェロは一時的に気を失うも本人は無事であったため、生還している。
武装
有線式シールド・ユニット
本仕様に施された応急修理は、右前腕部を元々存在した装備案のひとつであるシールド・ユニットに換装するもので、引き続きインコムとしてオールレンジ攻撃が可能（ただし、実戦ではシールド・ユニットによるオールレンジ攻撃は確認されていない）。シールドは装甲の一部が外されているものの、Iフィールド・ジェネレーターとメガ粒子砲の機能は維持している。

### クラーケ・ズール
漫画版『機動戦士ガンダムUC バンデシネ』に登場。サイコミュ高機動試験用ザクのコンセプトを宇宙世紀0096年の技術レベルで再現した機体で、親衛隊仕様機を母体として開発された。
通常の腕部を残したまま肩部にメガ粒子砲を内蔵した有線式遠隔兵器となる大型の腕部を追加、下半身は機体名称にある「クラーケ（タコ）」を連想させる8本の大推力スラスターユニットに換装といった改修を経て、その加速性能や機動性は巡航形態のデルタプラスに追従可能なものとなっている。機体本体以上の大きさを持つ、長距離航行用の大型プロペラント・ブースターを背部に装着する場合もある。
本機はほぼ技術試験機であったが、当初からデータ収集が即実戦データとなることを前提として開発され、アンジェロ・ザウパーがテストパイロットとなり、機体色を紫としている。アンジェロが本機のテストパイロットとなったのはローゼン・ズールへの機種転換を円滑に行うためであったともされている。
『UC バンデシネ』においては、パラオ攻略戦に参戦して後のラプラス史跡でユニコーンガンダムと交戦し、細切れにされている。
アニメ版の外伝漫画『機動戦士ガンダムUC 『袖付き』の機付長は詩詠う』においても、アンジェロによって運用はされていた、とある。ローゼン・ズールの存在を知らない賊によって「新型」と誤認されて奪われそうになっており、その際にスポッターによって運用されている。

### ガランシェール
航宙貨物船。全長146メートル（小説版では全長112メートル）、最大貨物積載量500トン以上、搭載可能MS数4機、クルーは33名（ミネバやバナージを除く）。かつてはどこの運輸会社でも運用していたが、宇宙世紀0096年では旧式にあたる。空力に配慮した三角錐状の船体は大気圏内での飛行能力も有し、宇宙と地球の往還輸送便としても機能する。「リバコーナ貨物」という民間の運輸会社に登録されているが、実際は「袖付き」の船でありクシャトリヤやギラ・ズールなどのMSを搭載している。通常は非武装だが、ガルダとの戦いではスキウレ砲や搭載MSが装備する武装を使って戦闘を行っている。艦長はスベロア・ジンネマン。
「ラプラスの箱」の引き渡しに関わったことをきっかけにユニコーンガンダムと深く関わることになり、中立の立場で様々な陣営を転々とするバナージと敵対したり協力したりと立場を変えながらも行動を共にする。最終的には無人で操縦され、（原作では連邦軍と「袖付き」双方に対して、アニメ版では連邦軍に対しての）囮となって自沈する。
漫画『MSV-R 虹霓のシン・マツナガ』では、一年戦争時にジオン公国の貨客船としてサイド3からソロモンへ向かう同型艦が登場する。ただし各部の小さな翼状のものはなく、細部の形状も異なる。
同型艦
ブランダムール
漫画『機動戦士ガンダム U.C.0096 ラスト・サン』に登場する2番艦。ゴティ・ハヤミ中尉を艦長とし、ルガー・ルウ中尉を中心に「ブランダムール隊」が結成される。こちらも民間船を装っており、船体に"Wild Rapids Farm"と記されている。当初の搭載MSはリバウ、ドーベン・ウルフ、ガルスJ、ガルスK。
ガランシェールJr.
映画『機動戦士ガンダムNT』に登場。元ガランシェール艦長のジンネマンを含む、ミネバ直属の部隊が運用する。

### その他の登場兵器（袖付き）
以下の兵器はリンク先を参照。
- AMX-003 ガザC
  - AMX-006 ガザD
  - AMX-008 ガ・ゾウム
- AMX-009 ドライセン（アニメ版のみ）
- AMX-011 ザクIII（アニメ版のみ）
- AMX-014 ドーベン・ウルフ（漫画版のみ）
- AMX-101E シュツルム・ガルス（アニメ版のみ）
- AMX-102 ズサ
- AMX-107 バウ（アニメ版のみ）
- AMX-119 ギラ・ドーガ
  - AMX-119 ギラ・ドーガ重装型（アニメ版のみ）
- MSN-03 ヤクト・ドーガ

- MS-12 ギガン（アニメ版のみ）
- MS-14A ゲルググ（アニメ版のみ）
  - MS-14J リゲルグ（アニメ版のみ）
- MS-21C ドラッツェ（アニメ・漫画版のみ）
- RMS-119 アイザック
- レウルーラ
- ムサカ
- エンドラ
- シャクルズ

## ジオン共和国
「袖付き」に協力する。小説版のみに登場し、アニメ版には登場しない。リンク先を参照。
- RMS-106 ハイザック
  - RMS-106CS ハイザック・カスタム
- ムサイ改

## ジオン残党軍
すべて一年戦争時以降、地上に潜伏していたジオン公国軍の残党であり、シャンブロ以外のほとんどが過去作品に登場した機体だが、本作独自の改修がなされたものや完全に新規のバリエーションも存在する。「袖付き」とは協力関係にあり、シャンブロのみ機体に同様の装飾が見られる。

### シャンブロ
カトキが福井に提案して誕生した機体である。コックピットは佐山善則がエルメスを参考にデザインした。
アクシズ（ネオ・ジオン）軍によって、来たるべき本格的な地球侵攻を主眼に置いて設計が進められた水陸両用型のMA。水中用MAをNT専用機化するという計画は、一年戦争時からグラブロ試作水中ビット搭載型などで検討されており、その技術的影響のもとにノイエ・ジール、アハヴァ・アジールから連なるアクシズ系MAの技術、さらに連邦系のサイコガンダムMk-IIからリフレクター・ビットが組み込まれている。アクシズの壊滅によって試作機すら制作されることなく開発計画は頓挫するが、その設計案は連邦の手に渡ることなく、地球に潜伏するジオン残党軍によって6年の歳月をかけて完成される。このため、フロンタルは本機を「ハマーンの遺産」と称している。開発過程において「袖付き」の技術供与を受けており、当初の予定よりもはるかに高い性能を有している。
推進機関は複合型を採用。両肩に内蔵されているMHD（電磁流体誘導）推進システムと、両腕部に内蔵されている小型ミノフスキー・クラフト（ミノフスキー・クラフト・エンジンとも）を併用した潜航・浮上システムにより、水中での高い静粛性と機動性を獲得している。ミノフスキー・クラフトによるIフィールドでイオン化した海水を機体の「保護膜」とすることで、潜航時の水中抵抗を大幅に低減する。陸上においてもホバー推進とミノフスキー・クラフトを併用し、見かけによらぬ俊敏さを発揮する。カラーリングは赤茶色を基調とする。
当初の計画では、NT能力をもつパイロットを防御の基点とし、複数の人員で管制をおこなうNT用MAとして設計されるが、「袖付き」よりもたらされたサイコフレームの採用により、操縦・火器・索敵・防御をすべてNTパイロットのみでまかなえるようになっている。サイコミュ起動時は、コックピットのシートを取り囲むように配置されたシリンダー状のサイコフレームを展開することにより、パイロットの思念波を著しく増幅させる。パイロットの精神状態などに応じて、上部からリングがパイロットに被さるように降下し、機体との同調率を調整する。シートの正面に向かい合うようにもう1席のシートが配置されているが、これは操縦用ではなく、精神に激しい負担がかかるパイロットの状態をモニターするためにマハディの指示により設けられたものである。
小説版では、ジオン・シンパの援助と技術供与を受けて、ネオ・ジオン軍の開発計画をもとにガーベイ・エンタープライズ社が開発したとされる。サイコフレームが搭載されている描写はなく、攻撃オペレートを兼ねる機長席と、その手前に操縦・索敵・防御をつかさどる3つのオペレーター席が並んでいる。漫画版では、アニメ版のモニター席が操縦席となっており、うしろ向きの状態で操縦する。
漫画『A.O.Z Re-Boot ガンダム・インレ-くろうさぎのみた夢-』では、火星のジオン残党軍「ジオンマーズ」でも水中用MAヘリオス・マリナーを開発しており、これらによって蓄積されたデータや技術が本機の開発および完成に繋がったとされる。
各形態
陸上戦闘形態
本機の腕部と脚部は前肢にあたるユニットとして連結した構造となっている。陸上では脚部前面に設けられた折り畳み式の腕部支持アームが展開し、「脚」から「腕」が生えたような形態となる。ミノフスキー・クラフトが脚底にIフィールドを形成して地面との反発効果を生み、尾部ユニット内蔵のホバー推進システムを併用することによって、見た目以上に高い機動性を発揮する。
水中巡航形態
水中を移動する際には腕部を脚部に収納し、肩部とともに後方へ折り畳んで水の抵抗を可能な限り軽減する。これにより、巨体でありながら高い速力を発揮する。
水中戦闘形態
水中戦では、腕部を収納した脚部を前方に展開する。先端の大型アイアン・ネイルは海中から艦船を攻撃する際に有用であり、本機はミサイルや魚雷などを搭載していないため水中では「格闘」が主兵装となる。
武装
大口径メガ粒子砲
本機の主兵装。頭部に内蔵されており、使用時には頭部パーツが上下に展開する形で開口する。20,000kW級の超大出力ジェネレーターによるドライブ、長い照射時間などにより都市級のターゲットにも甚大な被害を与える。搭載箇所の頭部が可動式の「首」で接続されているため、射角を広く取れる点も優れる。「災害」とすら表現されるシャンブロの破壊力を体現する武装だが、通常の戦闘では火力過剰なことも確かで、使用状況は限定される。
ダカール襲撃では、海上からの砲撃で射線上の市街を粉砕。直後に連邦政府の議事堂も一撃で破壊している。
拡散メガ粒子砲
肩部ユニット前面に1基ずつ装備。本機の副兵装で、威力は大口径メガ粒子砲に譲るが、広範囲に強力なメガ粒子を放出する。大口径メガ粒子砲が使用状況を選ぶ武装であるため、事実上のメインウェポンはこちら。拡散メガ粒子砲が放つビームは直接対象を攻撃可能だが、本機ではリフレクター・ビットを介して目標に指向されることが多い。
リフレクター・ビット
背部のコンテナ・ユニットに12基を格納。射出時は円筒形であるが、スラスターとカバーをパージして2重のローターを展開、浮揚する。それ自体に攻撃能力はないが、ピンポイントで展開したIフィールドでビームの反射を行う。シャンブロ本体が放つ拡散メガ粒子砲の射角を拡大するだけでなく、複数のビットの間にいわゆるビーム・バリアーを形成し、実体弾をも無効化する鉄壁の防御を誇る（小説・漫画版では「結界」と呼ばれる）。
大型アイアン・ネイル
両前脚部に搭載するクロー状の近接格闘兵装。陸上戦闘形態における腕部は多関節構造になっており、進路上の障害物除去のほか格闘戦に用いることも可能。クロー自体は非赤熱タイプ（いわゆるコールド式）だが、本機の大パワー、MS級のサイズ、大質量により、対MS・対艦兵器として機能する。爪の部分には耐ビーム・コーティングが施されており、死角への防御を完全にしている。
本機の武装では唯一水中でも使用可能で、劇中ではジュノー級潜水艦「ボーンフィッシュ」を一撃で轟沈させている。
劇中での活躍
ジオン残党軍カークス隊のロニ・ガーベイが単独で操縦する。宇宙世紀0096年4月17日には、ガランシェールの不時着に対応する陽動のため、地球連邦の首都であるダカールに水陸両用MS数機とともに襲撃。大口径メガ粒子砲で議事堂を破壊したのち撤退する。ガランシェール隊と合流後、4月30日に「ボーンフィッシュ」やヒマラヤ級空母を撃沈しつつ、糾合した各地のジオン残党軍とともにラプラス・プログラムが示す座標のあるトリントン基地近郊の港に上陸。サイコミュの暴走（父マハディの「怨念」によることが示唆されている）により街を蹂躙しながら連邦軍基地へ向かうが、予定より早く降下したユニコーンガンダムに行く手を阻まれる。ユニコーンが駆け付けたリディのデルタプラス（WR形態）に乗って残弾1のビーム・マグナムでコックピットを狙うも撃てず、最終的にデルタプラスが奪ったビーム・マグナムによってコックピットを撃ち抜かれ、沈黙する。
小説版では、機長席にマハディ・ガーベイ、操縦・索敵・防御を息子・娘であるアッバス、ワリード、ロニがそれぞれ担当する。初登場で「ボーンフィッシュ」を撃沈し（場所はアフリカ大陸と南米大陸のほぼ中間）、これが本機の初陣とされる。その半月前から、SOSUSの大西洋コントロールが本機を原因とする正体不明の音源を拾っており、「海の幽霊（シー・ゴースト）」と渾名されていた。その後、埠頭にあるガーベイ・エンタープライズ社の荷捌き場よりゼー・ズール3機とともに発進し、ラプラス・プログラムが示す座標のあるダカール（アニメ版と設定が異なる）の港に上陸。多数の敵機を撃破しつつ、大口径メガ粒子砲で「フランク（白人）の象徴」ホテル・エンパイアを破壊したあと議事堂へ向かうが、先行するリディのデルタプラスに阻まれる。降下して来たユニコーンガンダムもデルタプラスと共闘、バナージに同調しこれ以上の戦闘に異を唱えるロニがマハディに射殺され、制御を失ったリフレクター・ビットがデルタプラス（WR形態）に乗ったユニコーンの「見えない圧力」に弾かれて「結界」が破かれ、ビーム・マグナムの最後の一撃でコックピット・ブロックを撃ち抜かれて活動を停止する。
漫画版は小説版と基本的に同様だが、マハディとロニの2名で操縦しており、随伴するMSのうち1機がヨンム・カークスの搭乗するジュアッグとなっている（トライスターに全機撃破される）。最後はユニコーンがコックピットを撃てず、ロニの思念体が指し示す「うなじ」に当たる部分を上方から撃たれて機能を停止するが、直後に「完全収束」のためデルタプラスが奪ったビーム・マグナムでコックピットを撃ち抜かれる。

### その他の登場兵器（ジオン残党軍）
以下の兵器はリンク先を参照。
- MS-05L ザクI・スナイパータイプ
- MS-06D ザク・デザートタイプ（アニメ・漫画版のみ）
  - MS-06D ディザート・ザク
- MS-06K ザクキャノン
- MS-06V ザクタンク（小説版のみ）
  - MS-06V-6 ザクタンク（グリーンマカク）（アニメ・漫画版のみ）
- MS-06FZ ザクII改（アニメ版のみ）
- MS-07C-3 グフ重装型（アニメ版のみ）
- MS-08TX/S イフリート・シュナイド（アニメ・漫画版のみ）
- MS-09F/Trop ドム・トローペン
- MS-09G ドワッジ
- MS-14A ゲルググ（漫画版のみ）
- MS-14D デザート・ゲルググ

- MSM-04G ジュアッグ（アニメ・漫画版のみ）
- MSM-07 ズゴック（アニメ版のみ）
- MSM-08 ゾゴック（アニメ・漫画版のみ）
- RMS-108 マラサイ（アニメ・漫画版のみ）
- RMS-192M ザク・マリナー
- AMX-101 ガルスJ（アニメ版のみ）
  - AMX-101K ガルスK
- AMX-109 カプール
- ペガサス級（グレイファントム型）強襲揚陸艦（アニメ版のみ）
- ド・ダイYS
  - ド・ダイII
- ベースジャバー